# Villa Vignola
Villa Vignola è una delle Ville vesuviane del Miglio d'oro; è sita in zona periferica di Napoli, nel quartiere di San Giovanni a Teduccio.
L'edificio è tra i più antichi della zona vesuviana ed è riportato anche nella Mappa del Duca di Noja.
La planimetria del complesso è caratterizzata da due "C" contrapposte, con un cortile interno e con spazi limitrofi deturpati da recenti fabbricati. Il pian terreno mostra un pregevole portale d'ingresso in piperno, mentre, l'esterno del primo piano è composto da vari archetti pensili. La villa possiede anche un giardino mal tenuto e le strutture, che risultano in completo abbandono, necessiterebbero di un restauro conservativo.